# Philippe Grammaticopoulos
Philippe Grammaticopoulos (29 de desembre de 1970) és un dibuixant de còmics belga, fill de l'artista pintor Yannis Grammaticopoulos. També realitza il·lustracions per a premsa i per a joves. És director de diversos curtmetratges d'animació.

## Treballs

### Publicacions
- La Boîte, amb Freddy Malonda, la Cafetière, 1997
- Le Complexe d'intériorité, La Cinquième couche, 2002
- Les Lois de la Pesanteur, amb Freddy Malonda, a Rhinocéros contre Eléphant n°pi, Tanibis, 2006
- Maman Jour et Papa Nuit, amb Eve Pisler, Thierry Magnier, 2006

### Curtmetratges
- Le Processus, 2001, premi al millor curtmetratge al XXXIV Festival Internacional de Cinema Fantàstic de Catalunya.[2]
- Le Régulateur, 2005
- Les Ventres, 2009

### Publicitats
- Signatures, 2007 - Amnesty International - Lions d’Or – Festival de la publicité Cannes 2007, production MrHYDE/ MAGICLAB, Agence Tbwa Paris, 2007
- The Birds, 2011 - France 24